# The Guru (1969)
The Guru is een Amerikaans-Indiase filmkomedie uit 1969 onder regie van James Ivory.

## Verhaal
De rockster Tom Pickle reist naar India om er de sitar te leren spelen bij de muzikant Ustad Zafar Khan. Hij is niet blij met zijn leerling en neemt hem mee naar Benares om zijn eigen goeroe te ontmoeten.

## Rolverdeling
| Acteur          | Personage            |
| --------------- | -------------------- |
| Rita Tushingham | Jenny                |
| Michael York    | Tom Pickle           |
| Utpal Dutt      | Ustal Zafar Khan     |
| Madhur Jaffrey  | Begum Sahiba         |
| Barry Foster    | Chris                |
| Aparna Sen      | Ghazala              |
| Zohra Segal     | Mastani              |
| Saeed Jaffrey   | Murad                |
| Nana Palsikar   | Goeroe van de goeroe |
| Nadira          | Courtisane           |
| Leela Naidu     | Meisje op het feest  |
| Usha Katrah     | Verslaggeefster      |
| Fred Ohringer   | Howard               |
| Nargis Cowalsji | Gastvrouw            |
| Marcus Murch    | Gemene gast          |